# Gaolesiela Salang
Gaolesiela Salang (Rakops, 12 februari 1983) is een Botswaans atleet, die is gespecialiseerd in de 400 m. Hij nam eenmaal deel aan de Olympische Spelen, maar behaalde hierbij geen medailles.

## Biografie
In 2004 maakte Salang deel uit van het Botswaans viertal voor de 4 x 400 m estafette op de Olympische Spelen in Athene. Het team bereikte de finale, waarin California Molefe, Kagiso Kilego, Johnson Kubisa en Salang op de achtste plaats eindigden.

## Persoonlijk record
| Onderdeel | Prestatie | Datum | Plaats |
| --------- | --------- | ----- | ------ |
| 400 m     | 46,71     | 2004  |        |

## Palmares

### 4 x 400 m
- 2004: 8e OS – 3.02,49